# Jesus-Christus-Kirche (Zodel)

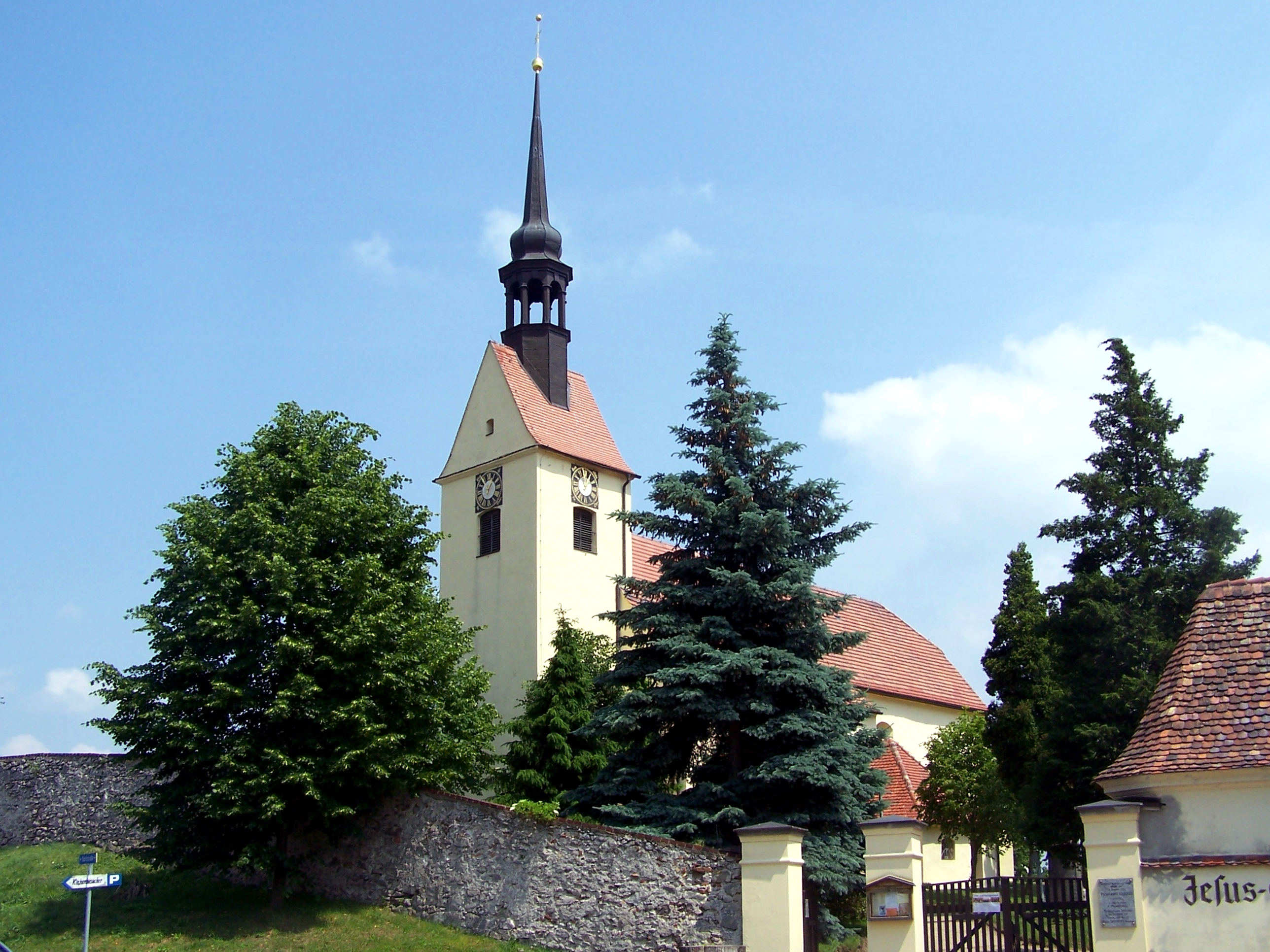
Jesus-Christus-Kirche Zodel (2005)

Die Jesus-Christus-Kirche ist das Kirchengebäude im Ortsteil Zodel der Gemeinde Neißeaue im Landkreis Görlitz in der sächsischen Oberlausitz. Es gehört der Kirchengemeinde Zodel im Pfarrsprengel Ev. an Schöps und Neiße des Kirchenkreises Schlesische Oberlausitz, der Teil der Evangelischen Kirche Berlin-Brandenburg-schlesische Oberlausitz ist. Die Kirche steht als Gebäude von bau- und ortshistorischer Bedeutung unter Denkmalschutz.

## Architektur und Geschichte
Die Saalkirche in Zodel wurde im Wesentlichen im 14. Jahrhundert gebaut. Ältester erhaltener Teil ist der Altarraum, der im 15. Jahrhundert nach Westen hin erweitert wurde. Um 1831 wurde die Kirche saniert. Gegen Ende des Zweiten Weltkrieges wurde die Zodeler Kirche stark beschädigt, zwischen 1949 und 1950 wurden die Kriegsschäden beseitigt. Bei den Arbeiten wurde eine gotische Wandmalerei freigelegt, die als eine der kunstgeschichtlich bedeutsamsten Wandmalereien der Oberlausitz gilt.
Die Kirche ist ein verputzter Bau aus Bruchsteinmauerwerk mit einem eingezogenen, gerade geschlossenen Altarraum und Krüppelwalmdach. Die Ecken sind mit Strebepfeilern besetzt. In der Mitte der Ostwand liegt ein Spitzbogenfenster mit Maßwerk. Auch die Fenster des Kirchenschiffs sind spitzbogig, während die Fenster an den Längswänden des Altarraums rundbogig sind. An der Südwand sind zwei Vorhallen angebaut, von denen die kleinere über breite Strebepfeiler verfügt; beide Vorhallen haben mit Segmentbögen überspannte Eingänge. An der Nordseite des Altarraums befindet sich die Winterkirche. Im Westen liegt der quadratische Turm mit Giebeldach, das durch einen Dachreiter mit Laterne und einer hohen Zwiebelhaube mit Turmkugel bekrönt ist.
Der zweijochige Saal aus dem 15. Jahrhundert ist mit einem Kreuzrippengewölbe überspannt. Den Übergang zum Altarraum bildet ein spitzer Triumphbogen. An der Nord-, West- und Südwand stehen eingeschossige Holzemporen aus dem 17. Jahrhundert. An den Wänden sind böhmische Wandmalereien mit Apostelfiguren erhalten. Am östlichen Chorgewölbe befindet sich eine Malerei mit Jesus Christus vor einer Mandorla mit den Evangelisten aus der Zeit um 1360. Am westlichen Chorjoch ist eine Loge mit Balustradenbrüstung, darüber liegen weitere, jedoch schlecht erhaltene Reste von Wandmalereien. Die Winterkirche ist tonnengewölbt.

## Ausstattung
In der Zodeler Kirche steht ein kleiner spätgotischer Flügelaltar. Im Mittelschrein stehen geschnitzte Figuren von drei Heiligen, unter anderem der heiligen Barbara und des heiligen Laurentius. Die Flügel sind mit Darstellungen des Apostels Thomas und des heiligen Nikolaus bemalt. Auf der Rückseite liegen Bildnisse der Apostel Andreas und Bartholomäus. Der Altar ist auf das Jahr 1504 datiert und befand sich bis 1945 in der Wehrkirche St. Ursula und St. Gallus in Nieder Seifersdorf; er wurde als Ersatz für den im Krieg zerstörten Altar nach Zodel gebracht. Die farbig gefasste Holzkanzel aus dem 17. Jahrhundert zeigt am Korb plastische Darstellungen der Evangelisten.
An der Chorsüdwand befindet sich ein Stuckepitaph aus dem Jahr 1720. Auf einer Konsole an der Nordwand stehen zwei Holzfiguren von Christus und Maria von einem gotischen Schnitzaltar aus dem 15. Jahrhundert. Die Orgel wurde 1922 von dem Sorauer Orgelbauer Gustav Heinze in einem Prospekt von 1847 gebaut und 1949 von Hermann Eule Orgelbau Bautzen umgebaut. Im Jahr 2000 erfolgte eine Restaurierung durch die Firma Orgelbau A. Schuster & Sohn. Die pneumatische Orgel hat dreizehn Register auf zwei Manualen und dem Pedal.

## Kirchengemeinde
Im Mittelalter war Zodel eine Filialkirche von Niederludwigsdorf, zu Beginn des 16. Jahrhunderts war Zodel eine Pfarrkirche im Archidiakonat Oberlausitz. 1543 wurde die Reformation eingeführt. Neben Zodel gehören noch die Dörfer Deschka, Groß Krauscha (mit Emmerichswalde und Neu Krauscha), Klein Krauscha und Zentendorf zur Kirchengemeinde, im 20. Jahrhundert wurde Kaltwasser aus der Kirchengemeinde Rothenburg nach Zodel umgepfarrt. Die Kirchengemeinde Zodel ist seit der Festlegung der Oder-Neiße-Grenze die östlichste Kirchengemeinde Deutschlands. Zusammen mit Ebersbach, Kunnersdorf und Ludwigsdorf bildet Zodel seit 2017 den Pfarrsprengel Ev. an Schöps und Neiße.